# Życzyn (gmina)
Życzyn (także Żyżyn) – dawna gmina wiejska istniejąca w XIX wieku w guberni siedleckiej. Siedzibą władz gminy był Życzyn.
Za Królestwa Polskiego gmina Życzyn należała do powiatu garwolińskiego w guberni siedleckiej.
Gmina została zniesiona w 1874 roku, a jej obszar włączono do gminy Trojanów.